# 1937 en fantasy
| Années de la fantasy : 1934 - 1935 - 1936 - 1937 - 1938 - 1939 - 1940    |
| Décennies de la fantasy : 1900 - 1910 - 1920 - 1930 - 1940 - 1950 - 1960 |

L'année 1937 a été marquée, en matière de fantasy, par les événements suivants.

## Romans - Recueils de nouvelles ou anthologies - Nouvelles
- Le Hobbit